# Gaming-History
Gaming-History (anciennement Arcade-History) est un site Web spécialisé, à l'origine, au catalogage des jeux d'arcade et machines à monnayeur passés et présents. Il catalogue aussi depuis 2012 les jeux vidéo et logiciels de consoles et d'ordinateurs.
En couvrant une période qui s'étend de -215 av. J.-C. à aujourd'hui, Gaming-History est la plus grosse base de données du genre avec plus de 500 000 fiches et plus de 18 000 compagnies listées.

Logo d'Arcade-History

## Histoire du site
En octobre 2000, Alexis Bousiges, sous le pseudonyme Fandemame (alors membre de l'équipe Emu-France à cette époque), décide de remettre au goût du jour le célèbre fichier texte nommé History.dat, créé à l'origine par Brian Duel. Ce fichier informatique est destiné à être utilisé par l'émulateur MAME / MAMEUI.
En 2001, Alexis décide de porter ce projet dans une base de données et de faire un site web dynamique où les visiteurs pourraient contribuer via un formulaire de soumissions.
En mars 2004, le site évolue grâce à son ami Bruno (connus sous le pseudonyme de Kukulcan sur internet), programmeur en PHP / SQL. C'est depuis ce jour que le site évolue continuellement, tant au niveau programmation, qu'au niveau contenu. Plus de 400 contributeurs différents ont été actifs de mars 2004 à mars 2007.
En 2012, le site commença à référencer les jeux d'arcade sortis sur consoles et ordinateurs, se basant sur le fait qu'un jeu d'arcade n'est pas qu'un type de machine mais aussi un genre de jeux. Et ces jeux-là ont aussi leurs place dans l'histoire de l'arcade (Arcade-History).
En 2013, nouvelle évolution du fichier History.dat, et donc de la base de données qui est utilisée pour générer ce fichier, il supporte maintenant non seulement MAME, mais aussi les softlists de MESS. Ce qui rend l'History.dat parfaitement compatible avec UME (grâce à une interface tel que QMC-2), le projet de "Haze" de réunion de MAME et MESS.
1er juillet 2013, Coin-Op Boy est disponible sur Arcade-History. Accessible gratuitement, il s'agit d'un jeu vidéo jouable depuis votre navigateur Web où l'on incarne un jeune garçon se baladant dans un monde virtuel où les jeux d'Arcade et les jeux de Casino sont jouables grâce à l'insertion de pièces virtuelles. Le jeu évolue constamment depuis.
1er novembre 2014, le site est renommé officiellement Gaming History mais reste accessible via l'URL arcade-history.com

## Types de machines
Voici la liste des types de machines à monnayeurs catalogués par Gaming-History :
- Video Games (jeux vidéo d'arcade)
- Pinballs (flippers)
- Slot Machines (machine à sous)
- Pachislots (machine à sous japonaise)
- Pachinkos (machine à billes japonaise)
- Bat Games (jeux de baseball et similaires)
- Bingos
- Gun Games (jeux avec pistolets)
- Bowlers / Shuffle Alleys (jeux de bowling et similaires)
- Jukeboxes
- Trade Stimulators (jeux qui stimule la vente)
- Fortune Tellers (machines de voyance et similaires)
- Strength Testers (testeurs de force)
- Kiddie Rides (amusements pour enfants)
- Redemption Games (machines d'arcade avec prix ou tickets à la clef)
- Allwins
- Working Models (automates)
- Vending Machines (machines de vente)
- Musical Instruments (instruments de musique automatique)
- Pool Tables (Tables de billard à monnayeur)
- Cabinets (Meubles génériques)
- Photo Booth (photomatons)
- Soccer tables (babyfoots)
- Dart Games (jeux de fléchettes)

Mais aussi :
- Jeux video sur consoles de salon.
- Jeux video et softwares sur ordinateurs de maison.

## Types d'informations
Gaming-History contient des pages détaillées pour chaque machine cataloguée, voici la liste des principales sections :
- Description : une description du jeu et de son objectif.
- Trivia : toutes les informations historiques autour du jeu.
- Updates : les différentes versions du jeu, s'il y a lieu.
- Scoring : liste des différents scores, s'il y a lieu.
- Tips and Tricks : les trucs et astuces sur le jeu.
- Series : listing des autres jeux dans la même séries, s'il y a lieu.
- Staff : listing des concepteurs du jeu (nom et prénom).
- Ports : listing des versions consoles et ordinateurs du jeu, s'il y a lieu.